# Bompō

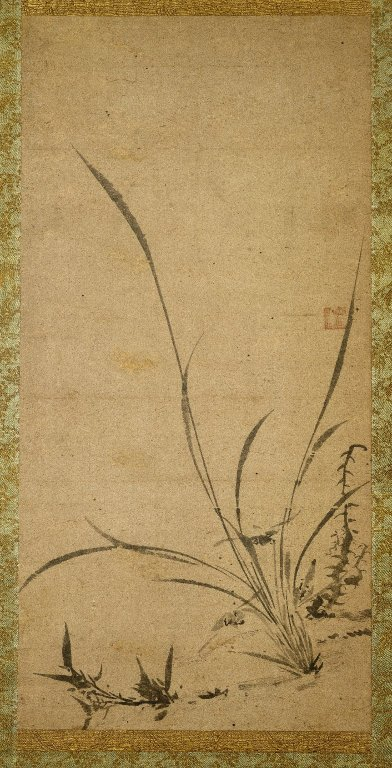
Orchidées kakemono, bambou et épines, encre sur papier coréen, panneau droit, de Bompō, Brooklyn Museum

Gyokuen Bonpō (玉畹 梵芳, Gyokuen Bonpō), connu sous les noms de Bompō, Gyokuen ; nom de pinceau : Shōrin. C'est un peintre japonais des XIVe – XVe siècles. Ses origines et la date exacte de sa mort ne sont pas connues, il naît en 1344, et meurt après 1420.

## Biographie
Bompō est un peintre de fleurs traditionnel. Il est prêtre au temple de Nanzen-ji, il étudie la peinture chinoise en pratique avec la peinture à l'encre. S'inspirant du peintre chinois du XIVe siècle P'ou-ming, il peint les orchidées à l'encre monochrome (Encre de Chine noire). Dans un premier temps il s'établit à Kamakura, puis il devient père supérieur successivement des temples Manju-ji à Bungo, Kennin-ji et Nanzen-ji à Kyoto. Dans la première partie de sa vie il est appelé Gyokuen, et plus tard, Bompō,. 

## L'âge d'or du lavis (XIVe–XVIesiècles)
Les peintres-ermites possédés par l'esprit du zen œuvrent dans leur propre style. Délaissant la couleur, comme les maîtres continentaux de l'époque des Song, ils cultivent presque exclusivement la calligraphie et le lavis d'encre (suiboku), technique qui exige un long apprentissage, mais autorise une liberté de traitement de l'image qui fascine très vite les artistes japonais ; sur ce plan, ils vont plus loin que leurs modèles chinois. Ce ne sont pourtant pas les vastes horizons qui mobilisent leur regard. Ils préfèrent s'essayer d'abord à l'art intimiste du paysage rapproché, où ils conquièrent très vite une maîtrise confondante — qu'on en juge par les peintures de roseaux et d'oies sauvages du vieux maître Tesshû Tokusai (XIVe siècle), ou par ces simples herbes des talus représentées par Bompō.